# Lista dos deputados federais de Santa Catarina - 42ª legislatura (1963 — 1967)
Lista dos deputados federais de Santa Catarina - 42ª legislatura (1963 — 1967).
| Nº | Deputado                    | Partido                              |
| -- | --------------------------- | ------------------------------------ |
| 1  | Joaquim Fiuza Ramos         | Partido Social Democrático (PSD)     |
| 2  | Antônio Gomes de Almeida    | Partido Social Democrático (PSD)     |
| 3  | Lenoir Vargas Ferreira      | Partido Social Democrático (PSD)     |
| 4  | Orlando Bertoli             | Partido Social Democrático (PSD)     |
| 5  | Pedro Zimmermann            | Partido Social Democrático (PSD)     |
| 6  | Osni de Medeiros Régis      | Partido Social Democrático (PSD)     |
| 7  | Doutel de Andrade           | Partido Trabalhista Brasileiro (PTB) |
| 8  | Paulo Macarini              | Partido Trabalhista Brasileiro (PTB) |
| 9  | Diomício Freitas            | União Democrática Nacional (UDN)     |
| 10 | Albino Zeni                 | União Democrática Nacional (UDN)     |
| 11 | Aroldo Carneiro de Carvalho | União Democrática Nacional (UDN)     |
| 12 | Álvaro Luís Bocaiuva Catão  | União Democrática Nacional (UDN)     |
| 13 | Lauro Carneiro de Loyola    | União Democrática Nacional (UDN)     |
| 14 | Laerte Ramos Vieira         | União Democrática Nacional (UDN)     |